# Brisby och Nimhs hemlighet
Brisby och Nimhs hemlighet (originaltitel: The Secret of NIMH) är en amerikansk animerad långfilm från 1982 i regi av Don Bluth. Filmen är baserad på Robert C. O'Briens bok Mrs. Frisby and the rats of NIMH från 1971.
År 1998 fick filmen en uppföljare, Brisby och Nimhs hemlighet 2: Timmys färd till Nimh som släpptes direkt till video. Från 2015 planerar MGM en nyinspelning av filmen.[källa behövs]

## Handling
Fru Brisby är en blyg och timid mus som bor i ett cementblock tillsammans med sina fyra barn. Ett av dessa barn, Timmy, har fått lunginflammation och fru Brisby oroar sig nu för hans hälsa. Hon går för att söka upp herr Gammelmus för att be honom om råd. Han ger henne ett botemedel mot lunginflammationen och på vägen tillbaka till sitt hem träffar hon på Jeremy, en hjälpsam kråka. Fru Brisby ger medicinen till Timmy, men ställs inför ett nytt problem; en traktor ska börja skörda på den åker som hon och hennes barn bor på. Hon är rädd om hon flyttar därifrån så kommer Timmy att dö av ansträngningen. Hon får därför skjuts av Jeremy till den Stora Ugglan som ger henne rådet att besöka råttorna. 
Väl hos råttorna så träffar hon på herr Gammelmus och även Nicodemus, ledaren över råttorna som berättar om hur hennes man, Jonathan Brisby, avled och även hur det kommer sig att både råttorna och mössen är så intelligenta. Detta hela beror på några djurförsök som ägde rum på NIMH (Nationella Institutet för Mental Hälsa). Fru Brisby får även en amulett som ska hjälpa henne om hon beter sig extra modigt. Mot slutet dör Nicodemus och fru Brisbys barn är i fara, men med hjälp av amuletten räddar hon dem. Filmen slutar med att Timmy återfår sin hälsa och Jeremy hittar sig en partner.

## Rollista
| Figur                      | Originalröst      | Svensk originalröst (1989) | Svensk omdubb (1995)   |
| -------------------------- | ----------------- | -------------------------- | ---------------------- |
| Fru Brisby                 | Elizabeth Hartman | Louise Raeder              | Louise Raeder          |
| Jeremy                     | Dom DeLuise       | Peter Dalle                | Andreas Nilsson        |
| Nicodemus                  | Derek Jacobi      | Sture Ström                | Hans Wahlgren          |
| Herr Gammelmus             | Arthur Malet      | Åke Lindström              | Hans Lindgren          |
| Tant Näbbmus               | Hermione Baddeley | Mia Benson                 | Irene Lindh            |
| Bonden Fitzgibbons         | Tom Hatten        | Åke Lindström              | Per Sandborgh          |
| Fru Fitzgibbons            | Lucille Bliss     | Mia Benson                 | Annica Smedius         |
| Stora Ugglan               | John Carradine    | Sture Ström                | Johan Wahlström        |
| Jenner/Max                 | Paul Shenar       | Sture Ström                | Johan Wahlström        |
| Justin/Herman              | Peter Strauss     | Peter Dalle                | Anders Ekborg          |
| Sullivan/Fillipp           | Aldo Ray          | Åke Lindström              | Per Sandborgh          |
| Martin Brisby              | Wil Wheaton       | Magnus Sahlberg            | Martin Carlberg        |
| Timothy "Timmy" Brisby/Tim | Ian Fried         | Magnus Sahlberg            | Fredrik Wahlström      |
| Billy Fitzgibbons          | Joshua Lawrence   | Magnus Sahlberg            |                        |
| Teresa Brisby              | Shannen Doherty   |                            | Eleonor Telcs-Lundberg |
| Cynthia Brisby             | Jodi Hicks        |                            | Jasmine Heikura        |
| Jeremys käresta            |                   | Mia Benson                 | Annelie Berg Bhagavan  |
| Sång                       |                   | Louise Raeder              | Louise Raeder          |

### Svenska versioner

#### Originaldubbning (Warner Home Video, 1989)
- Övriga röster – Åke Lindström, Peter Dalle, Sture Ström
- Bearbetning, regissör och tekniker – Kit Sundqvist, Mikael Berling
- Mixtekniker och producent – Mikael Berling

- Svensk version producerad av – Kit & Co. AB.[1]

#### Omdubbning (TV3, 1995)
- Övriga röster – Hans Lindgren, Per Sandborgh, Andreas Nilsson, Hans Wahlgren
- Regi och bearbetning – Tobias Derwinger
- Svensk version producerad av Mediadubb International AB.[1]

## Om filmen
I boken kallades huvudpersonen fru Frisby, men Don Bluth ändrade namnet till "Brisby" för att folk inte skulle förväxla namnet med varumärket Frisbee.[källa behövs]
Filmen släpptes i serietidningsformat av Hemmets Journal AB 1982, då under titeln Nimh – Fru Brisbys hemliga värld. 
Elizabeth Hartman gjorde rösten som Brisby, vilket blev hennes sista roll innan hon tog sitt liv fem år senare.
Detta blev Shannen Dohertys allra första filmroll elva år gammal, som rösten till Teresa.